# Francisco González Gamarra
Francisco González Gamarra (Cusco, 4 de junho de 1890 — Lima, 15 de julho de 1972) foi um compositor, pintor, escultor e humanista peruano.
Defendia uma arte nacional, lançando sua Teoría del Arte Peruano, dez pontos que segundo ele se resumiam em "amar o Peru".  Na década de 1940 foi presidente da Sociedad Peruana de Bellas Artes